# Biffontaine
Biffontaine és un municipi francès, situat al departament dels Vosges i a la regió del Gran Est. L'any 2007 tenia 440 habitants.

## Demografia

### Població
El 2007 la població de fet de Biffontaine era de 440 persones. Hi havia 167 famílies, de les quals 36 eren unipersonals (12 homes vivint sols i 24 dones vivint soles), 48 parelles sense fills, 63 parelles amb fills i 20 famílies monoparentals amb fills.
La població ha evolucionat segons el següent gràfic:
Habitants censats

### Habitatges
El 2007 hi havia 212 habitatges, 167 eren l'habitatge principal de la família, 34 eren segones residències i 11 estaven desocupats. 190 eren cases i 20 eren apartaments. Dels 167 habitatges principals, 149 estaven ocupats pels seus propietaris, 15 estaven llogats i ocupats pels llogaters i 3 estaven cedits a títol gratuït; 3 tenien dues cambres, 14 en tenien tres, 47 en tenien quatre i 104 en tenien cinc o més. 102 habitatges disposaven pel capbaix d'una plaça de pàrquing. A 70 habitatges hi havia un automòbil i a 84 n'hi havia dos o més.

### Piràmide de població
La piràmide de població per edats i sexe el 2009 era:
| Homes | Edats   | Dones |
| ----- | ------- | ----- |
| 0     | 95 o +  | 4     |
| 0     | 90 a 94 | 0     |
| 8     | 85 a 89 | 8     |
| 0     | 80 a 84 | 4     |
| 12    | 75 a 79 | 4     |
| 12    | 70 a 74 | 20    |
| 4     | 65 a 69 | 16    |
| 4     | 60 a 64 | 4     |
| 4     | 55 a 59 | 8     |
| 0     | 50 a 54 | 20    |
| 16    | 45 a 49 | 8     |
| 24    | 40 a 44 | 20    |
| 12    | 35 a 39 | 12    |
| 16    | 30 a 34 | 4     |
| 12    | 25 a 29 | 12    |
| 20    | 20 a 24 | 8     |
| 8     | 15 a 19 | 16    |
| 16    | 10 a 14 | 8     |
| 20    | 5 a 9   | 4     |
| 8     | 0 a 4   | 12    |

## Economia
El 2007 la població en edat de treballar era de 283 persones, 202 eren actives i 81 eren inactives. De les 202 persones actives 179 estaven ocupades (104 homes i 75 dones) i 23 estaven aturades (10 homes i 13 dones). De les 81 persones inactives 28 estaven jubilades, 28 estaven estudiant i 25 estaven classificades com a «altres inactius».

### Ingressos
El 2009 a Biffontaine hi havia 170 unitats fiscals que integraven 442,5 persones, la mediana anual d'ingressos fiscals per persona era de 14.963 €.

### Activitats econòmiques
Dels 9 establiments que hi havia el 2007, 3 eren d'empreses de construcció, 1 d'una empresa de comerç i reparació d'automòbils, 3 d'empreses d'hostatgeria i restauració, 1 d'una entitat de l'administració pública i 1 d'una empresa classificada com a «altres activitats de serveis».
Dels 4 establiments de servei als particulars que hi havia el 2009, 1 era un guixaire pintor, 2 lampisteries i 1 restaurant.
L'únic establiment comercial que hi havia el 2009 era una gran superfície de material de bricolatge.
L'any 2000 a Biffontaine hi havia 9 explotacions agrícoles que ocupaven un total de 328 hectàrees.

## Equipaments sanitaris i escolars
El 2009 hi havia una escola elemental integrada dins d'un grup escolar amb les comunes properes formant una escola dispersa.

## Poblacions més properes
El següent diagrama mostra les poblacions més properes.